# Gunnar Taucher
Jarl Gunnar Taucher, född 2 maj 1886 i Vasa, död 15 mars 1941 i Helsingfors, var en finländsk arkitekt. Han var far till Per Henrik Taucher.
Taucher utexaminerades från Tekniska högskolan i Helsingfors 1908 och kom att driva en arkitektbyrå tillsammans med Rafael Blomstedt och Gösta Cajanus. Han var byggnadsinspektör i Helsingfors 1913–1923 och därefter stadsarkitekt där fram till sin död. I hans verk märks tydligt övergången från 1920-talklassicismen till funktionalismen.  Han ritade även en rad kiosker, bland annat de runda betongkioskerna från 1928, till en början med klassiska dekorationer, och senare funktionalistiska trä- och betongkiosker. År 1937 ritade han de första så kallade kepskioskerna med utskjutande tak.

## Verk (i urval)
- Bostadshus vid Backasgatan 37–43 (1926)
- Helsingfors finska arbetarinstitut (1927)
- Kottby finska folkskola (1928)
- Sofielunds mottagningshem (1929)
- Vallgårds svenska folkskola (1932)
- Brandstationen i Berghäll (1934)
- Aleksis Kiviskolan i Berghäll (1934)
- Alphyddans nya vattentorn (1937)
- Skatuddens tullmagasin (senare passagerarterminal, 1938)
- Elverkets centralbyggnad vid Kampen (1938, senare tillbyggd enligt ritningar av Alvar Aalto)
- Yrkesskolan vid Barnhemsgränden 4 i Helsingfors (1939)